# Episodi di NCIS: Los Angeles (quarta stagione)
La quarta stagione della serie televisiva NCIS: Los Angeles è stata trasmessa in prima visione negli Stati Uniti d'America da CBS dal 25 settembre 2012 al 14 maggio 2013.
In Italia è stata trasmessa in prima visione assoluta su Rai 2 dal 26 febbraio 2013 al 6 marzo 2014.
| nº | Titolo originale    | Titolo italiano              | Prima TV USA      | Prima TV Italia   |
| -- | ------------------- | ---------------------------- | ----------------- | ----------------- |
| 1  | Endgame             | Fine della partita           | 25 settembre 2012 | 26 febbraio 2013  |
| 2  | The Recruit         | Recluta                      | 2 ottobre 2012    | 5 marzo 2013      |
| 3  | The Fifth Man       | Il quinto uomo               | 9 ottobre 2012    | 12 marzo 2013     |
| 4  | Dead Body Politic   | Tradimenti                   | 23 ottobre 2012   | 19 marzo 2013     |
| 5  | Out of the Past     | Il codice segreto            | 30 ottobre 2012   | 25 marzo 2013     |
| 6  | Rude Awakenings     | Il mercante di bombe         | 13 novembre 2012  | 2 aprile 2013     |
| 7  | Skin Deep           | Non solo surf                | 20 novembre 2012  | 9 aprile 2013     |
| 8  | Collateral          | Effetti collaterali          | 27 novembre 2012  | 16 aprile 2013    |
| 9  | The Gold Standard   | Oro e Tungsteno              | 11 dicembre 2012  | 23 aprile 2013    |
| 10 | Free Ride           | Orecchie da elfo             | 18 dicembre 2012  | 30 aprile 2013    |
| 11 | Drive               | Ladri di SUV                 | 8 gennaio 2013    | 7 maggio 2013     |
| 12 | Paper Soldiers      | Ritorno di un soldato        | 15 gennaio 2013   | 14 maggio 2013    |
| 13 | The Chosen One      | Il prescelto                 | 29 gennaio 2013   | 13 settembre 2013 |
| 14 | Kill House          | Simulazioni di guerra        | 5 febbraio 2013   | 20 settembre 2013 |
| 15 | History             | Lezioni di storia            | 19 febbraio 2013  | 30 gennaio 2014   |
| 16 | Lohkay              | Per un vecchio amico         | 26 febbraio 2013  | 30 gennaio 2014   |
| 17 | Wanted              | Ricercato                    | 5 marzo 2013      | 6 febbraio 2014   |
| 18 | Red, Part 1 e 2     | Colpo alla nuca, 1 e 2 parte | 19 marzo 2013     | 6 febbraio 2014   |
| 19 | Red, Part 1 e 2     | Colpo alla nuca, 1 e 2 parte | 26 marzo 2013     | 13 febbraio 2014  |
| 20 | Purity              | Purezza                      | 9 aprile 2013     | 13 febbraio 2014  |
| 21 | Resurrection        | Resurrezione                 | 23 aprile 2013    | 27 febbraio 2014  |
| 22 | Raven and The Swans | Il corvo e i cigni           | 30 aprile 2013    | 27 febbraio 2014  |
| 23 | Parley              | La trattativa                | 7 maggio 2013     | 6 marzo 2014      |
| 24 | Descent             | Attacco al cuore             | 14 maggio 2013    | 6 marzo 2014      |

## Fine della partita
- Titolo originale: Endgame
- Diretto da: Terrence O'Hara
- Scritto da: Shane Brennan

### Trama
G viene rilasciato dopo aver ucciso il "Camaleonte", ma è stato sospeso, Hetty ha rassegnato le sue dimissioni. Una squadra di Vaziri si aggira per LA per ritrovare le informazioni promesse dal "Camaleonte", un file con i nomi degli informatori che hanno lavorato sotto copertura per gli Stati Uniti in Iran. La squadra si mobilita per recuperare il file e risolvere la situazione.
- Guest star: Luca Ward (Il Camaleonte)
- Ascolti USA: telespettatori 16 740 000[2]
- Ascolti Italia: telespettatori 2 356 000 – share 7,50%[3]

## Recluta
- Titolo originale: The Recruit
- Diretto da: James Whitmore Jr.
- Scritto da: R. Scott Gemmill

### Trama
Con l'ausilio di un drone in Afghanistan viene eliminato un terrorista noto come tripla A. Di rientro dalle ferie la squadra però viene informata che Adnan Al-Ahmadi, tripla A, fabbricante di bombe prezzolato, è sfuggito all'attacco e che all'interno dell'edificio distrutto è stato rinvenuto il cadavere del Sergente Maggiore David Adams capo del controspionaggio americano che non doveva trovarsi sul posto.
- Ascolti USA: telespettatori 14 910 000[4]
- Ascolti Italia: telespettatori 2 068 000 – share 6,69%[5]

## Il quinto uomo
- Titolo originale: The Fifth Man
- Diretto da: John P. Kousakis
- Scritto da: Dave Kalstein

### Trama
Uno studente, un anziano, un riccone e un operaio, il gruppo Eco One, si ritrovano in un bar dopo aver ricevuto un misterioso invito via Twitter dall'account della Marina Militare. Ma il Winer N Diner a Pasadena viene fatto esplodere. L'intelligence della marina aveva creato l'account per l'Operazione Wide Awake, un gioco di strategia per selezionare persone dall'elevato quoziente intellettivo per determinare le mosse più probabili con cui un piccolo gruppo o un solo individuo possono decidere di attaccare, mosse non logiche e scontate che un software di analisi delle minacce non è capace di prevedere. La squadra viene incaricata di scoprire chi ha violato l'account attirando le vittime nel bar e a quale scopo.
- Ascolti USA: telespettatori 15 180 000[6]
- Ascolti Italia: telespettatori 2 130 000 – share 6,90%[7]

## Tradimenti
- Titolo originale: Dead Body Politic
- Diretto da: Tony Wharmby
- Scritto da: Jordana Lewis Jaffe

### Trama
Clay Everhart, membro dell'ufficio per l'elezione al senato della candidata Monica Tenez, viene investito mentre cammina per il suo quartiere a Hollywood. Il Vice direttore Granger convoca la squadra nella sala operativa quando si scopre che il SUV che ha investito la vittima era stato rubato e che il guidatore aveva aspettato la vittima lungo la strada. Interrogando lo staff della candidata G e Sam scoprono che il ragazzo aveva trovato nella posta dell'ufficio elettorale una lettera minatoria contenente le foto dei 5 candidati al seggio barrate con un x. Hetty decide quindi di infiltrare Kensi che rileva la posizione di Clay nello staff, spedire il rendiconto economico delle donazioni ai sostenitori della campagna.
- Guest star: Miguel Ferrer (Vice direttore Granger)
- Ascolti USA: telespettatori 16 530 000[8]
- Ascolti Italia: telespettatori 2 268 000 – share 7,84%[9]

## Il codice segreto
- Titolo originale: Out of the Past
- Diretto da: Dennis Smith
- Scritto da: Frank Military

### Trama
Sam riceve sul cellulare un messaggio automatico preregistrato da Frank Turner, un suo ex commilitone. Si reca quindi ad una fabbrica abbandonata dove trova il rifugio di Frank e il cadavere dell'uomo morto impiccato. Per fare luce sull'accaduto riunisce la squadra ed inizia ad indagare: Frank era un ex agente della CIA cacciato per le sue teorie deliranti. Nell'ultimo periodo l'uomo si era speso per provare che il Progetto Sinclar, attivato negli anni ottanta dal KGB, era ancora attivo e che sul territorio americano vivono spie russe dormienti dotate di mini testate nucleari.
- Ascolti USA: telespettatori 16 280 000[10]
- Ascolti Italia: telespettatori 1 996 000 – share 6,51%[11]

## Il mercante di bombe
- Titolo originale: Rude Awakenings
- Diretto da: Karen Gaviola
- Scritto da: Frank Military

### Trama
La squadra, con la collaborazione dell'FBI, fa irruzione a Chicago, Dallas, Detroit, Houston, New York, Filadelfia e San Diego nelle case degli agenti russi dormienti alla ricerca delle testate nucleari. Qualcuno però lì ha preceduti così Sam e G si recano da Arkady Kolcheck che li mette sulle tracce di Isaak Sidorov, mercante d'armi, ex agente del KGB.
La moglie di Sam, Michelle, agente dell'Intelligence sotto copertura col nome di Quinn, sarà il tramite di Sidorov.
- Ascolti USA: telespettatori 15 770 000[14]
- Ascolti Italia: telespettatori 2 192 000 – share 7,11%[15]

## Non solo surf
- Titolo originale: Skin Deep
- Diretto da: Paul A. Kaufman
- Scritto da: Gil Grant

### Trama
Un uomo riprende con il cellulare un attentato ad una ambulanza che sta portando un ferito in ospedale. La vittima è Kevin Stone, esperto della marina mercantile, soccorso in gravi condizioni in seguito ad un incidente stradale. Stone lavorava a progetti di sorveglianza, ricognizione e ottimizzazione della raccolta dei dati. L'autopsia rivela che il killer ha sottratto I-sweep, un dispositivo all'avanguardia per il lavoro di intelligence, che Stone si era fatto impiantare sotto pelle per trafugarlo fuori confine e venderlo al mercato nero. Per venire a capo del mistero Kensi e Deeks operano sotto copertura.
- Ascolti USA: telespettatori 15 130 000[16]
- Ascolti Italia: telespettatori 2 027 000 – share 6,65%[17]

## Effetti collaterali
- Titolo originale: Collateral
- Diretto da: Kate Woods
- Scritto da: Cheo Hodari Coker

### Trama
Victor Potter, un ex-agente della CIA, è stato ucciso nella sua villa a Malibu. Lasciata l'agenzia tre anni fa, Potter è diventato ricco facendo il consulente per registi e produttori di videogiochi. Intanto Hetty e Granger nascondono qualcosa.
- Ascolti USA: telespettatori 14 490 000[18]
- Ascolti Italia: telespettatori 2 119 000 – share 7,22%[19]

## Oro e Tungsteno
- Titolo originale: The Gold Standard
- Diretto da: Tony Wharmby
- Scritto da: Joseph C. Wilson

### Trama
Un gruppo di uomini mascherati, armati con armi automatiche, assalta un portavalori che trasporta lingotti d'oro per il valore di 70 milioni di dollari destinato alla Cina come pagamento degli interessi su un prestito. Deeks è impegnato in tribunale così Kensi fa squadra con il Vicedirettore Granger.
- Ascolti USA: telespettatori 15 120 000[20]
- Ascolti Italia: telespettatori 1 922 000 – share 6,38%[21]

## Orecchie da elfo
- Titolo originale: Free Ride
- Diretto da: Jonathan Frakes
- Scritto da: Tim Clemente e R. Scott Gemmil

### Trama
A una settimana dal Natale, sulla portaerei Van Buren è stato ucciso l'agente Jason Nice. Hetty manda la squadra sulla nave: Kensi e Sam come membri dell'equipaggio, G come sostituto dell'agente assassinato e Deeks come addetto all'aggiornamento software.
- Ascolti USA: telespettatori 15 480 000[22]
- Ascolti Italia: telespettatori 2 032 000 – share 7,07%[23]

## Ladri di SUV
- Titolo originale: Drive
- Diretto da: Steven DePaul
- Scritto da: Joe Sachs

### Trama
Nel cuore della notte Jenny Radler telefona a Deeks chiedendogli aiuto: una banda ruba dei SUV nel West Side per poi usarli per degli attentati in Asia. Durante la telefonata la donna ha un incidente e poi viene rapita. Il team indaga per individuare i membri della banda e sgominarla. Deeks e Kensi si recano dalla figlia Talia all'università per raccogliere notizie utili a ritrovarla, ma la ragazza non vede la madre da anni.
- Ascolti USA: telespettatori 17 900 000[24]
- Ascolti Italia: telespettatori 2 050 000 – share 6,99%[25]

## Ritorno di un soldato
- Titolo originale: Paper Soldiers
- Diretto da: Terrence O'Hara
- Scritto da: Jordana Lewis Jaffe

### Trama
Una vedova affranta dal dolore non è convinta delle circostanze in cui il marito, soldato della Marina, sarebbe morto e ingaggia un detective privato, il quale viene, però, assassinato, dopo aver trafugato la cartella clinica dell'autopsia del soldato. Mentre la squadra indaga, Hetty richiama lo psicologo Nate Getz nella sede per la valutazione psicologica semestrale degli agenti, dicendogli che ha bisogno di un "pedone" nella sua scacchiera. G e Sam scoprono che gli organi dell'uomo sono stati prelevati senza il suo consenso grazie alla complicità di un membro del personale della sala autopsie con un'agenzia di pompe funebri, coinvolta nel traffico illegale di organi umani.
- Ascolti USA: telespettatori 17 630 000[26]
- Ascolti Italia: telespettatori 2 008 000 – share 7,13%[27]

## Il prescelto
- Titolo originale: The Chosen One
- Diretto da: Paul A. Kaufman
- Scritto da: Cheo Hodari Coker e Gil Grant

### Trama
Un commando d'élite viene sterminato in un raid contro un boss della droga. Sulle tracce degli assassini, Callen e Hanna arrivano a un gruppo di terroristi ceceni, che progettano un attacco negli Stati Uniti. I due agenti si infiltrano al loro interno.
- Ascolti USA: telespettatori 17 300 000[28]
- Ascolti Italia: telespettatori 1 686 000 – share 6,71%[29]

## Simulazioni di guerra
- Titolo originale: Kill House
- Diretto da: Larry Teng
- Scritto da: Dave Kalstein

### Trama
Il comando congiunto delle operazioni speciali ha inviato una squadra in Messico per catturare Luis Cisneros, il nuovo capo del Cartello Molina, ma l'operazione fallisce e i marines finiscono in una imboscata. Callen e la squadra vengono incaricati di individuare la fonte della fuga di notizie. Incrociando i dati delle persone autorizzate a conoscere i parametri della missione Eric individua nei Giocatori di ruolo tattici, civili pagati per impersonare i combattenti ostili nelle simulazioni di preparazione alle missioni, i colpevoli. G, Sam, Kensi e Deeks si fingono una squadra in addestramento per una nuova missione per infiltrarsi nella stazione di addestramento, avvicinare i giocatori e individuare chi ha venduto informazioni.
- Guest star: Miguel Ferrer (Vice direttore Granger), Nicholas Bishop (David Inman)
- Ascolti USA: telespettatori 16 670 000[30]
- Ascolti Italia: telespettatori 1 647 000 – share 6,29%[31]

## Lezioni di storia
- Titolo originale: History
- Diretto da: James Whitmore Jr.
- Scritto da: Scott Sullivan

### Trama
Durante le riprese per un programma sul paranormale, un uomo esce dal bosco con un coltello nel petto. Faceva parte di un'organizzazione terroristica che si sta risvegliando. Il professore di storia di un college fa visita a dei sospetti.
- Ascolti USA: telespettatori 16 270 000[32]
- Ascolti Italia: telespettatori 1 552 000 – share 5,17%[33]

## Per un vecchio amico
- Titolo originale: Lohkay
- Diretto da: Diana C. Valentine
- Scritto da: Joseph C. Wilson

### Trama
Sam è contattato da un uomo che lo aveva ospitato in guerra, perché il nipote è stato rapito.
- Ascolti USA: telespettatori 17 020 000[34]
- Ascolti Italia: telespettatori 1 478 000 – share 5,21%[33]

## Ricercato
- Titolo originale: Wanted
- Diretto da: Chris O'Donnell
- Scritto da: R. Scott Gemmill

### Trama
Isaak Sidorov ritorna in città, obbligando Quill, ancora infiltrata, a uccidere il suo nemico entro 24 ore, ma qualcosa va storto durante il pagamento e Sidorov fugge di nuovo.
- Ascolti USA: telespettatori 16 240 000[35]
- Ascolti Italia: telespettatori 1 424 000 – share 4,80%[36]

## Colpo alla nuca, prima parte
- Titolo originale: Red, Part 1
- Diretto da: Tony Wharmby
- Scritto da: Shane Brennan

### Trama
La squadra segue un caso in Idaho dove affianca il red team, una squadra d'élite che segue missioni in tutto il mondo. Indagano sull'omicidio di due persone avvenuto con lo stesso modus operandi e il killer sembra essere Robert Spierce che una delle due vittime aveva filmato per sbaglio all'aeroporto.
- Ascolti USA: telespettatori 16 840 000[37]
- Ascolti Italia: telespettatori 1 266 000 – share 4,57%[36]

## Colpo alla nuca, seconda parte
- Titolo originale: Red, Part 2
- Diretto da: Tony Wharmby
- Scritto da: Shane Brennan

### Trama
La squadra continua la ricerca di Robert Spierce mentre il Red team si reca a El Centro per impedirgli di fuggire dal paese. Granger rivela ad Hetty che in passato l'assassino uccise un suo testimone con lo stesso modus operandi. Durante le indagini si scopre che Spierce agisce solo secondo la sua ideologia e che quindi non può essere lui il sicario; interrogando l'uomo che forniva al gruppo di Spierce le armi si scopre la vera identità del killer che viene rintracciato dall'agente Summerskill in un hotel di El Centro.
- Ascolti USA: telespettatori 14 530 000[38]
- Ascolti Italia: telespettatori 1 414 000 – share 4,75%[39]

## Purezza
- Titolo originale: Purity
- Diretto da: Eric Laneuville
- Scritto da: Joe Sachs

### Trama
La squadra indaga sulla morte di un Marine avvenuta dopo aver bevuto un bicchiere d'acqua avvelenata con del cianuro di potassio. Durante le indagini Callen si infiltra in un gruppo terroristico, il DNA, che vuole ripulire l'America avvelenando le acque della città con il cianuro.
- Ascolti USA: telespettatori 14 100 000[40]
- Ascolti Italia: telespettatori 1 325 000 – share 4,82%[39]

## Resurrezione
- Titolo originale: Resurrection
- Diretto da: Eric A. Pot
- Scritto da: Dave Kalstein e Gil Grant

### Trama
Prima che possa essere fatta l'autopsia due persone rubano dall'obitorio il corpo di Miguel Barboza, un trafficante di droga appena ucciso in un'azione dei Federales messicani. Callen e Sam parlano con l'agente John Ness della DEA che da anni dava la caccia a Barboza, mentre Kensi e Deeks vengono mandati in Messico per rintracciare un informatore della polizia messicana che era molto vicino a Barboza.
- Ascolti USA: telespettatori 14 220 000[41]
- Ascolti Italia: telespettatori 1 310 000 – share 4,37%[42]

## Il corvo e i cigni
- Titolo originale: Raven & The Swans
- Diretto da: Robert Florio
- Scritto da: R. Scott Gemmill

### Trama
Durante una sparatoria una donna viene ferita dopo aver ucciso uno dei suoi aggressori. Hetty affida il caso alla squadra senza spiegarne il motivo e poi sparisce. Callen e Sam vanno nella casa galleggiante e trovano Hetty mentre beve un the con la donna misteriosa; Hetty rivela a Callen che lei si chiama Grace Stevens ed è un'agente NCIS che indaga su un'azienda che fornisce materiale nucleare ad altri stati. Callen indaga sul passato di Grace e lo trova simile al suo e a quello della Hunter e chiede spiegazioni a Hetty; intanto la squadra aiuta Grace nella sua indagine con un'operazione sotto copertura.
- Ascolti USA: telespettatori 13 070 000[43]
- Ascolti Italia: telespettatori 1 319 000 – share 4,79%[42]

## La trattativa
- Titolo originale: Parley
- Diretto da: John P. Kousakis
- Scritto da: Cheo Hodari Coker

### Trama
Deeks lavora sotto copertura con Monica Davis per indagare su un trafficante d'armi di cui lei è una dipendente, ma le cose si mettono male quando questa ruba al suo capo un sacchetto pieno di diamanti e per risolvere la situazione la copertura di Deeks salta.
- Ascolti USA: telespettatori 13 180 000[44]
- Ascolti Italia: telespettatori 1 552 000 – share 5,33%[45]

## Attacco al cuore
- Titolo originale: Descent
- Diretto da: Terrence O'Hara
- Scritto da: Frank Military

### Trama
Un'esplosione nel deserto riaccende la paura, e spinge la squadra a riavviare la ricerca di armi nucleari che erano state rubate. Callen e Kensi vengono mandati in Iran mentre Sam e Deeks restano a Los Angeles per coordinare l'operazione insieme a Quinn, la moglie di Sam. Intanto Deeks e Kensi si baciano.
- Ascolti USA: telespettatori 13 520 000[46]
- Ascolti Italia: telespettatori 1 391 000 – share 5,14%[45]